# Reserva biológica
Reserva biológica é um tipo de área protegida prevista pela legislação brasileira das unidades de conservação. O Brasil possui, atualmente, 60 reservas biológicas, sendo uma das categorias de unidades de conservação integral definidas na Lei do Sistema Nacional de Unidades de Conservação da Natureza, encaixadas na categoria Ia pela IUCN. Destas, 30 são reservas biológicas federais, 23 são estaduais e 7 são municipais. A categoria de reserva biológica foi definida pela Lei de Proteção dos Animais, de 1967. Desde 2007, as reservas federais são administrados pelo Instituto Chico Mendes de Conservação da Biodiversidade (ICMBio), uma autarquia vinculada ao Ministério do Meio Ambiente, enquanto as reservas estaduais são administradas pelos órgãos estaduais correspondentes. As reservas biológicas têm como objetivo a preservação integral da biota e demais atributos naturais existentes em seus limites, sem interferência humana direta ou modificações ambientais, excetuando-se as medidas de recuperação de seus ecossistemas alterados e as ações de manejo necessárias para recuperar e preservar o equilíbrio natural, a diversidade biológica e os processos ecológicos naturais.
A primeira reserva biológica federal, a de Poço das Antas no Rio de Janeiro, foi criada através do Decreto Nº 73.791, emitido em 11 de março de 1974 por Emílio Garrastazu Médici. Essa reserva foi criada com o intuito de proteger o mico-leão-dourado. A criação dessa reserva foi seguida pela do Atol das Rocas em 5 de junho de 1979, no Rio Grande do Norte, sendo a primeira unidade de conservação federal do bioma marinho, e pela do Jaru, em 11 de julho de 1979, em Rondônia. A menor reserva biológica federal brasileira, é a de Saltinho, na Zona da Mata Pernambucana,  com pouco menos de 6 km², enquanto que a maior é a Reserva Biológica do Uatumã, às margens do Reservatório de Balbina no Amazonas, com mais de 9 mil km².
Nem todos os biomas brasileiros possuem reservas biológicas federais, e a maior parte delas se localiza na Amazônia e Mata Atlântica. E de todas as reservas biológicas federais, apenas aquelas localizadas na Amazônia possuem área considerável, sendo que nos outros biomas (Mata Atlântica, Caatinga e Cerrado) elas dificilmente ultrapassam 200 km² de área. Entretanto, as reservas localizadas na Mata Atlântica protegem importantes porções de floresta, seja por conta de serem os maiores fragmentos em determinada região, seja por serem centros de alta biodiversidade, como é o caso das reservas biológicas de Una, de Sooretama e de Pedra Talhada.
Pela lei, é proibida a visitação pública nas reservas biológicas, exceto aquela com objetivo educacional, de acordo com regulamento específico. Já a pesquisa científica depende de autorização prévia do órgão responsável pela administração da unidade e está sujeita às condições e restrições por este estabelecidas, bem como aquelas previstas em regulamento.
A seguinte lista foi baseada nos dados disponíveis on-line pelo ICMBio e o MMA.

## Reservas biológicas federais do Brasil

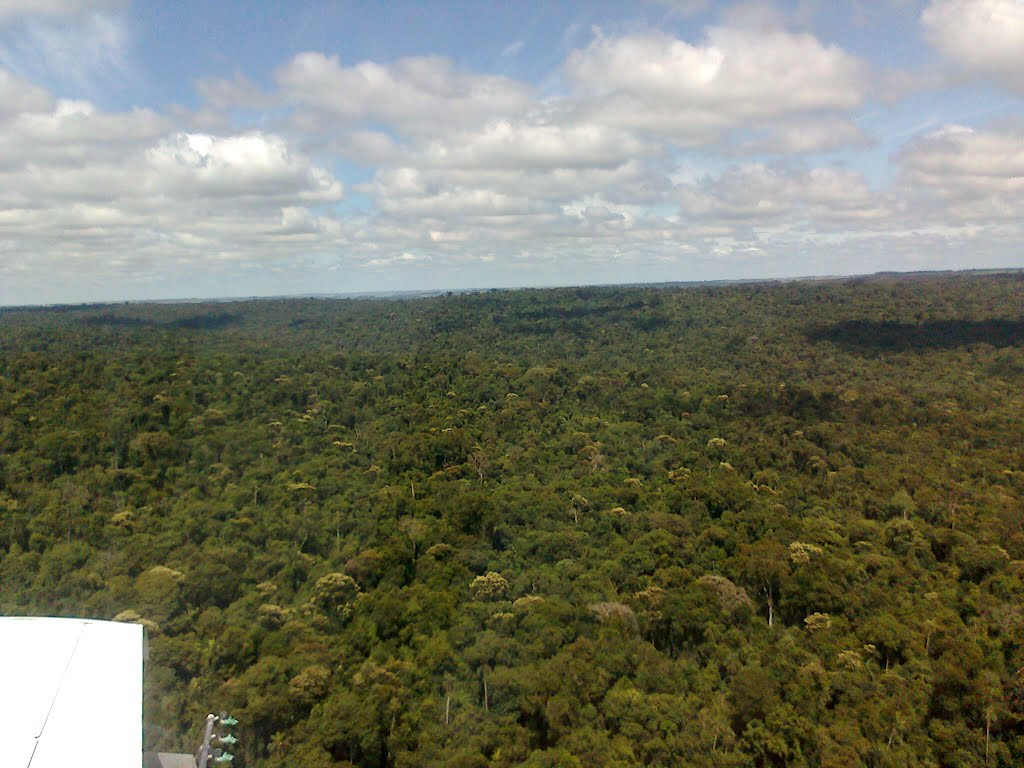
Reserva Biológica das Perobas, no Paraná.

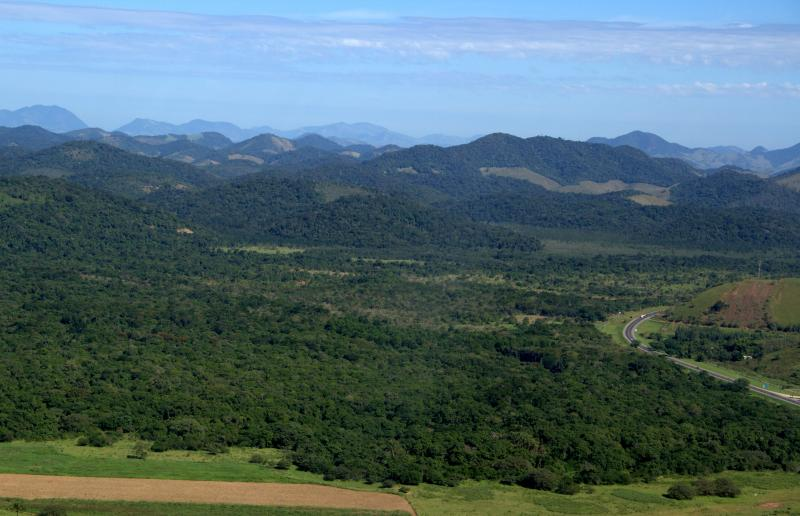
Reserva Biológica de Poço das Antas, no Rio de Janeiro.

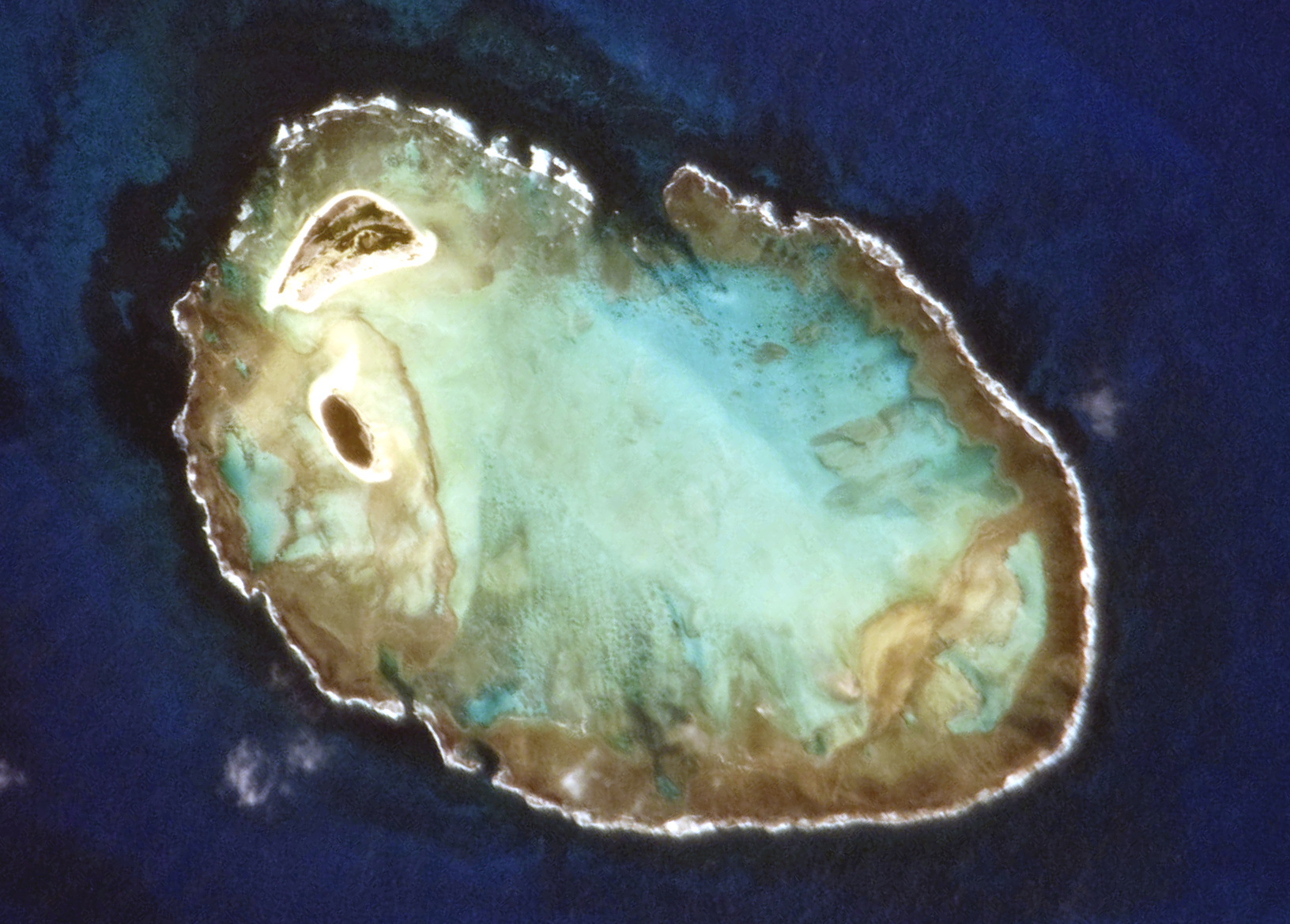
Reserva Biológica do Atol das Rocas, no Rio Grande do Norte.

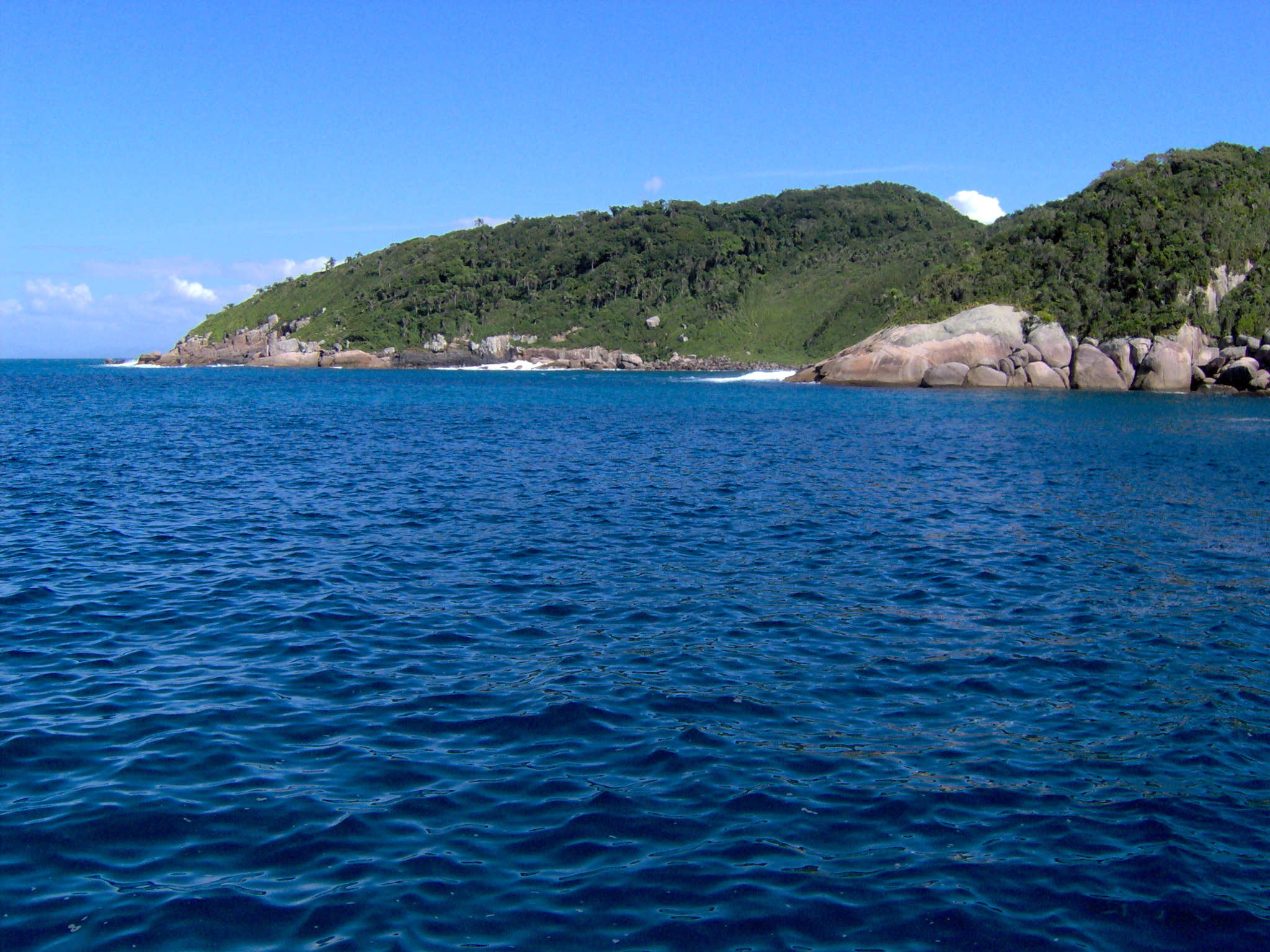
Reserva Biológica Marinha do Arvoredo, em Santa Catarina.

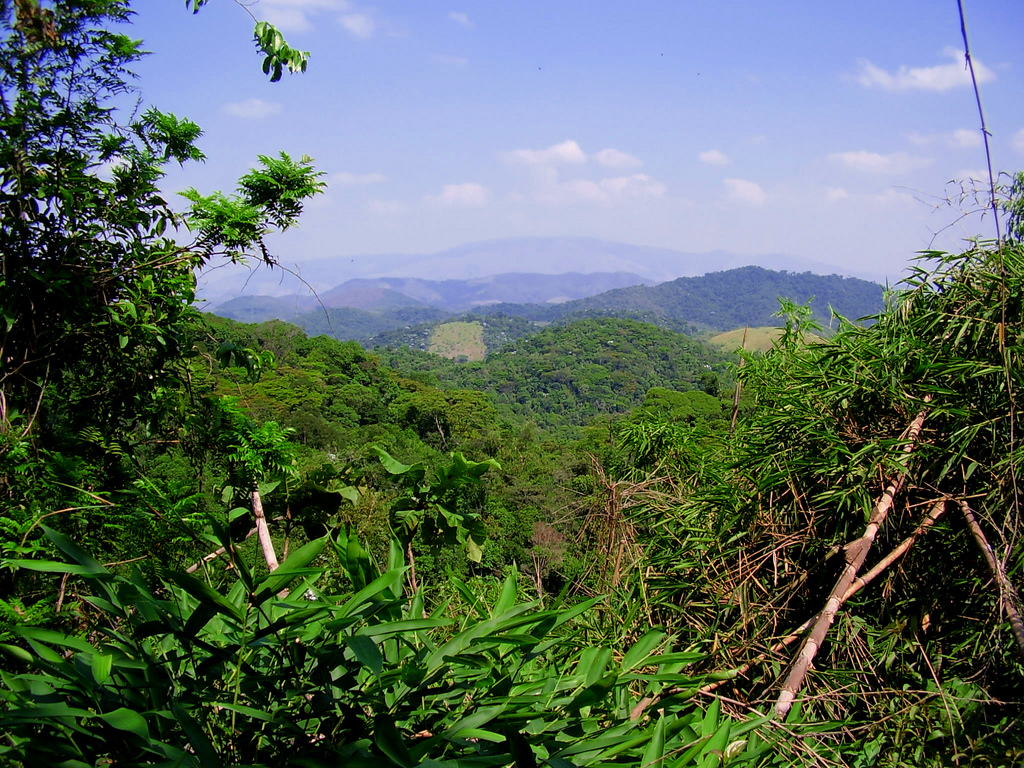
Reserva Biológica do Tinguá, no Rio de Janeiro.

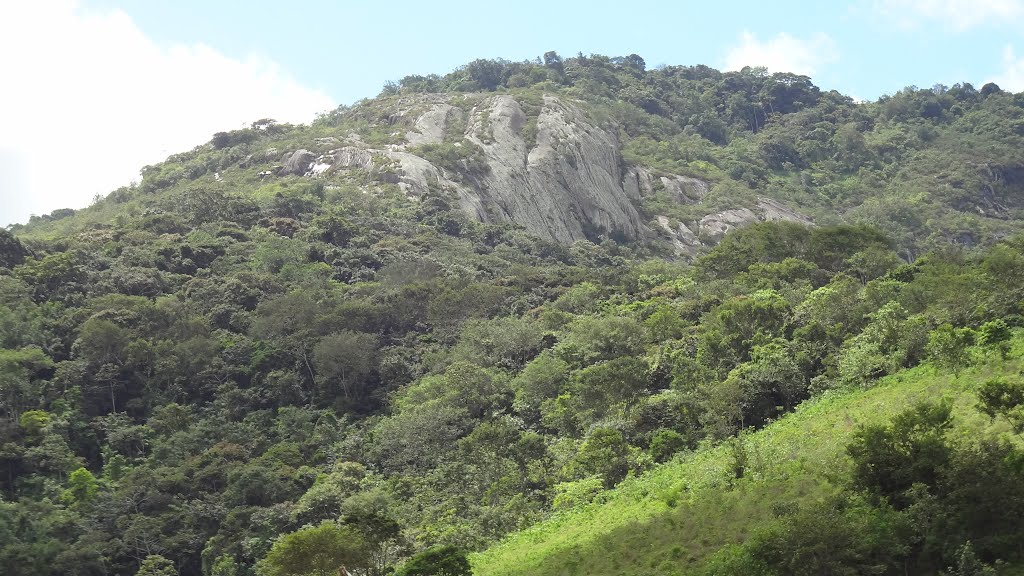
Reserva Biológica de Pedra Talhada, em Alagoas.

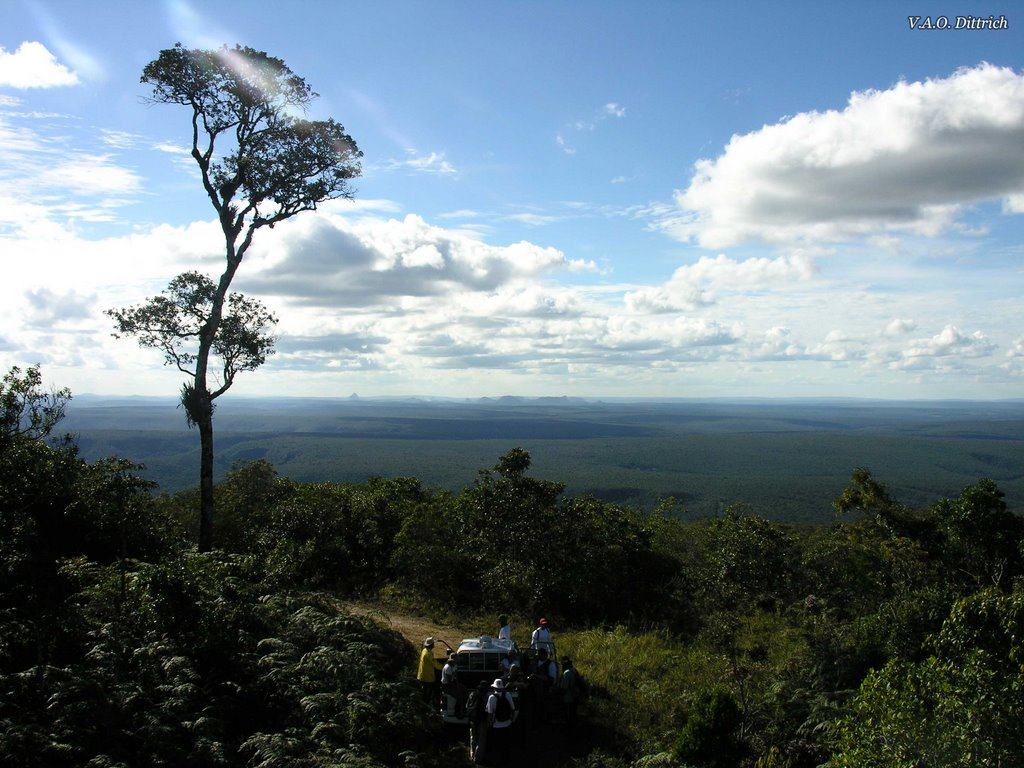
Reserva Biológica da Mata Escura, em Minas Gerais.

| Nome                             | Localização                                              | Bioma          | Data de criação                  | Área                               |
| -------------------------------- | -------------------------------------------------------- | -------------- | -------------------------------- | ---------------------------------- |
| Abufari                          | Amazonas · 5° 14′ 13,91″ S, 63° 03′ 48,94″ O             | Amazônia       | 20 de setembro de 1982 (42 anos) | 223 861,94 hectares (2 238,6 km2)  |
| Atol das Rocas                   | Rio Grande do Norte · 3° 51′ 58,88″ S, 33° 48′ 20,39″ O  | Marinho        | 5 de junho de 1979 (45 anos)     | 35 186,17 hectares (351,9 km2)     |
| Araucárias                       | Paraná · 25° 14′ 44,88″ S, 50° 30′ 37,48″ O              | Mata Atlântica | 23 de março de 2006 (18 anos)    | 14 929,79 hectares (149,3 km2)     |
| Augusto Ruschi                   | Espírito Santo · 19° 53′ 45,28″ S, 40° 33′ 01,85″ O      | Mata Atlântica | 20 de setembro de 1982 (42 anos) | 3 562,28 hectares (35,6 km2)       |
| Bom Jesus                        | Paraná · 25° 20′ 35,18″ S, 48° 35′ 10,24″ O              | Mata Atlântica | 5 de junho de 2012 (12 anos)     | 34 178,73 hectares (341,8 km2)     |
| Comboios                         | Espírito Santo · 19° 41′ 22,87″ S, 39° 55′ 25,98″ O      | Marinho        | 25 de setembro de 1984 (40 anos) | 784,67 hectares (7,8 km2)          |
| Contagem                         | Distrito Federal · 15° 39′ 35,94″ S, 47° 52′ 46,51″ O    | Cerrado        | 13 de dezembro de 2002 (22 anos) | 3 411,72 hectares (34,1 km2)       |
| Reserva Biológica Serra Vermelha | Piauí · 9° 07′ 30,13″ S, 43° 48′ 11,3″ O                 | Cerrado        | 5 de setembro de 2015 (9 anos)   | 300 100,720 hectares (3 001,0 km2) |
| Córrego Grande                   | Espírito Santo · 18° 15′ 48,54″ S, 39° 48′ 29,34″ O      | Mata Atlântica | 12 de abril de 1989 (35 anos)    | 1 503,74 hectares (15,0 km2)       |
| Córrego do Veado                 | Espírito Santo · 18° 20′ 53,21″ S, 40° 08′ 47,85″ O      | Mata Atlântica | 20 de setembro de 1982 (42 anos) | 2 375,74 hectares (23,8 km2)       |
| Guaporé                          | Rondônia · 12° 30′ 55,62″ S, 62° 53′ 49,94″ O            | Amazônia       | 20 de setembro de 1982 (42 anos) | 615 798,82 hectares (6 158,0 km2)  |
| Guaribas                         | Paraíba · 6° 43′ 20,31″ S, 35° 10′ 43,27″ O              | Mata Atlântica | 25 de janeiro de 1990 (35 anos)  | 4 051,60 hectares (40,5 km2)       |
| Gurupi                           | Maranhão · 3° 48′ 22,13″ S, 46° 46′ 08,3″ O              | Amazônia       | 12 de janeiro de 1988 (37 anos)  | 271 180,49 hectares (2 711,8 km2)  |
| Jaru                             | Rondônia · 9° 54′ 01,56″ S, 61° 42′ 47,61″ O             | Amazônia       | 11 de julho de 1979 (45 anos)    | 346 860,65 hectares (3 468,6 km2)  |
| Lago Piratuba                    | Amapá · 1° 35′ 14,16″ N, 50° 12′ 11,54″ O                | Amazônia       | 16 de julho de 1980 (44 anos)    | 392 468,24 hectares (3 924,7 km2)  |
| Marinha do Arvoredo              | Santa Catarina · 27° 17′ 13,61″ S, 48° 21′ 52,21″ O      | Marinho        | 12 de março de 1990 (34 anos)    | 17 104,52 hectares (171,0 km2)     |
| Mata Escura                      | Minas Gerais · 16° 17′ 51,46″ S, 41° 06′ 18,12″ O        | Mata Atlântica | 6 de junho de 2003 (21 anos)     | 50 892,10 hectares (508,9 km2)     |
| Nascentes da Serra do Cachimbo   | Pará 9° 00′ 39,85″ S, 54° 41′ 18,94″ O                   | Amazônia       | 20 de maio de 2005 (19 anos)     | 342 193,87 hectares (3 421,9 km2)  |
| Pedra Talhada                    | Alagoas · Pernambuco · 9° 13′ 40,71″ S, 36° 25′ 37,58″ O | Mata Atlântica | 20 de maio de 2005 (19 anos)     | 4 382,37 hectares (43,8 km2)       |
| Perobas                          | Paraná · 23° 51′ 48,36″ S, 52° 45′ 51,3″ O               | Mata Atlântica | 20 de março de 2006 (18 anos)    | 8 716,06 hectares (87,2 km2)       |
| Poço das Antas                   | Rio de Janeiro · 22° 32′ 22,56″ S, 42° 17′ 41,09″ O      | Mata Atlântica | 11 de março de 1974 (50 anos)    | 5 065,26 hectares (50,7 km2)       |
| Rio Trombetas                    | Pará 1° 11′ 56,91″ S, 56° 41′ 49,55″ O                   | Amazônia       | 21 de setembro de 1979 (45 anos) | 407 755,66 hectares (4 077,6 km2)  |
| Saltinho                         | Pernambuco · 8° 43′ 33,23″ S, 35° 10′ 45,01″ O           | Mata Atlântica | 21 de setembro de 1983 (41 anos) | 562,57 hectares (5,6 km2)          |
| Santa Isabel                     | Sergipe · 10° 37′ 45,22″ S, 36° 41′ 36,72″ O             | Marinho        | 20 de outubro de 1988 (36 anos)  | 4 110,25 hectares (41,1 km2)       |
| Serra Negra                      | Pernambuco · 8° 39′ 28,85″ S, 38° 01′ 49,81″ O           | Caatinga       | 20 de setembro de 1982 (42 anos) | 624,85 hectares (6,2 km2)          |
| Sooretama                        | Espírito Santo · 19° 00′ 57,62″ S, 40° 07′ 41,7″ O       | Mata Atlântica | 20 de setembro de 1982 (42 anos) | 27 859,04 hectares (278,6 km2)     |
| Tapirapé                         | Pará 5° 35′ 28,63″ S, 50° 36′ 38,54″ O                   | Amazônia       | 5 de maio de 1989 (35 anos)      | 99 271,74 hectares (992,7 km2)     |
| Tinguá                           | Rio de Janeiro · 22° 33′ 34,51″ S, 43° 26′ 17,25″ O      | Mata Atlântica | 23 de maio de 1989 (35 anos)     | 24 812,81 hectares (248,1 km2)     |
| Uatumã                           | Amazonas · 1° 12′ 20,64″ S, 59° 27′ 38,61″ O             | Amazônia       | 6 de junho de 1990 (34 anos)     | 938 619,27 hectares (9 386,2 km2)  |
| Una                              | Bahia 15° 10′ 52,28″ S, 39° 06′ 10,34″ O                 | Mata Atlântica | 10 de dezembro de 1980 (44 anos) | 18 724,86 hectares (187,2 km2)     |
| União                            | Rio de Janeiro · 22° 25′ 14,85″ S, 42° 02′ 15,7″ O       | Mata Atlântica | 22 de abril de 1998 (26 anos)    | 2 922,90 hectares (29,2 km2)       |